# سیب‌ها (فیلم)
سیب‌ها (یونانی: Μήλα) یک فیلم درام به کارگردانی کریستوس نیکو محصول کشور یونان است که در سال ۲۰۲۰ منتشر شد. این فیلم اولین فیلم کارگردانی‌شده توسط کریستوس نیکو است. کیت بلانشت به‌عنوان تهیه‌کننده اجرایی با شرکت خود دیریتی فیلم در این فیلم مشارکت دارد.